# Iddin-Dagan

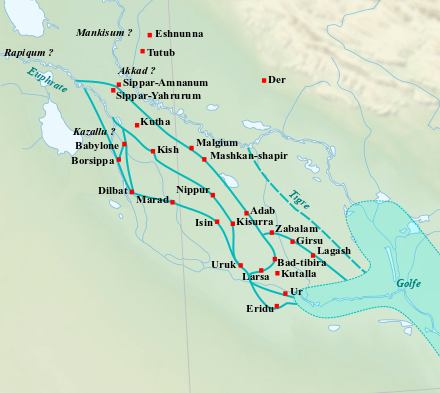
Mapa południowej Mezopotamii w okresie starobabilońskim (ok. 2000-1595 p.n.e.)

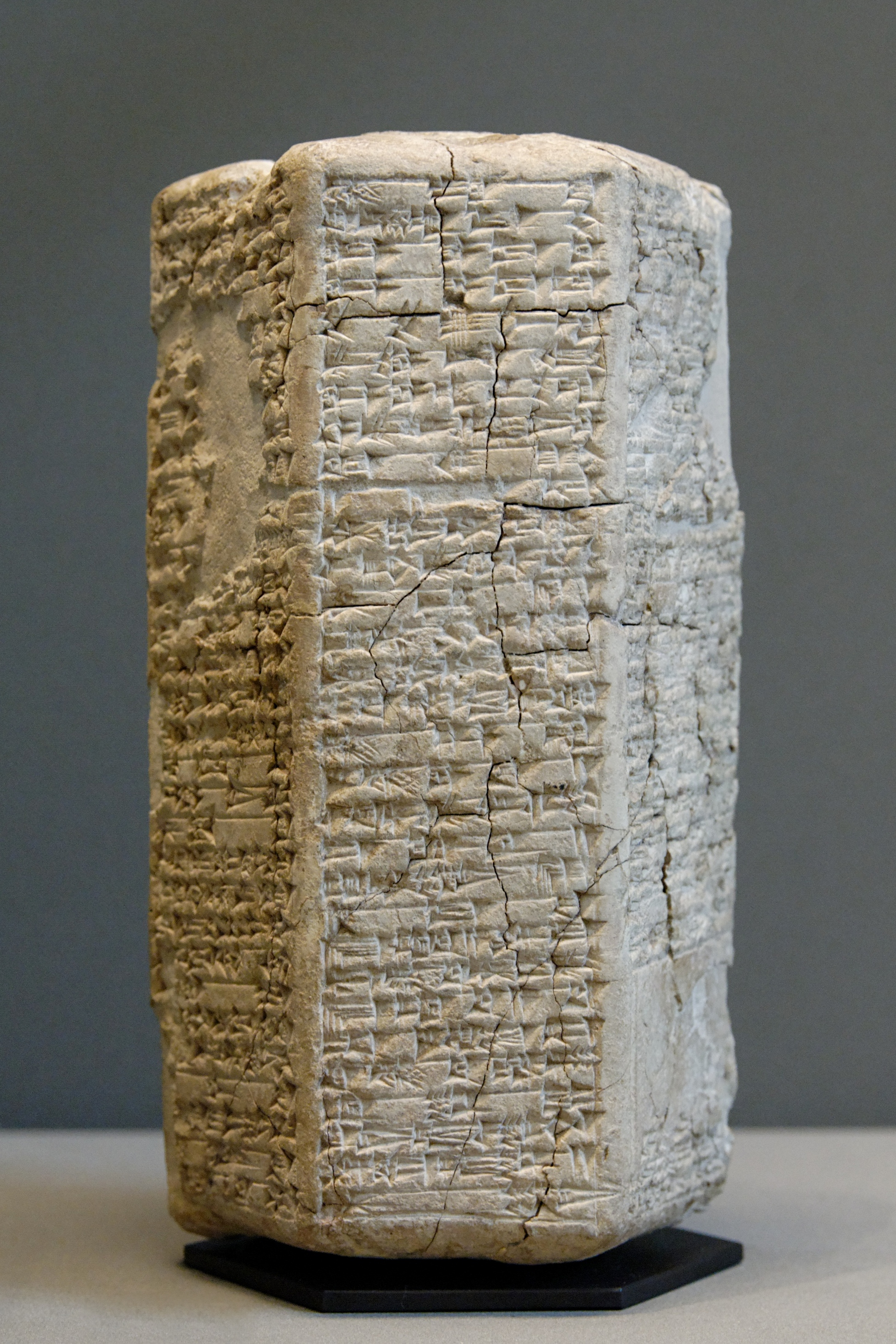
Heksagonalna gliniana pryzma z zapisanym na niej jednym z hymnów poświęconych Iddin-Daganowi; zbiory Luwru (AO 8864)

Iddin-Dagan (akad. Iddin-Dagān, zapisywane dI-din-dDa-gan, tłum. „Bóg Dagan dał potomstwo”) – trzeci król z I dynastii z Isin, syn i następca Szu-iliszu, ojciec Iszme-Dagana. Jego rządy datowane są na lata ok. 1974-1954 p.n.e. (chronologia średnia).

## Długość panowania
Według Sumeryjskiej listy królów Iddin-Dagan panować miał przez 21 (kopie WB 444, P2 i P5) lub 25 (kopia S1) lat. Lista królów Ur i Isin daje 21 lat.

## Panowanie
Panowanie Iddin-Dagana przypada na okres stabilizacji i pokoju w dziejach królestwa Isin. Jego zachowane „nazwy roczne” nie wspominają żadnych wojen i dotyczą przede wszystkim jego działalności religijnej. Władca ten znany jest też z utworów literackich powstałych za jego rządów, głównie z Hymnu do bogini Ninisiny, w którym opisany został przebieg mezopotamskiego święta Nowego Roku z obrzędem „świętych zaślubin” bogini z władcą.